# محافظة مونتي كريستي
محافظة مونتي كريستي (بالإسبانية: Provincia de Monte Cristi)‏ هي محافظة في جمهورية الدومينيكان، بلغ عدد سكانها 109,607  نسمة وذلك حسب إحصائيات سنة 2010، عاصمتها مونتي كريستي، تبلغ مساحتها 1,885.8 كيلومتر مربع.